# Stephen Chow Sau-yan

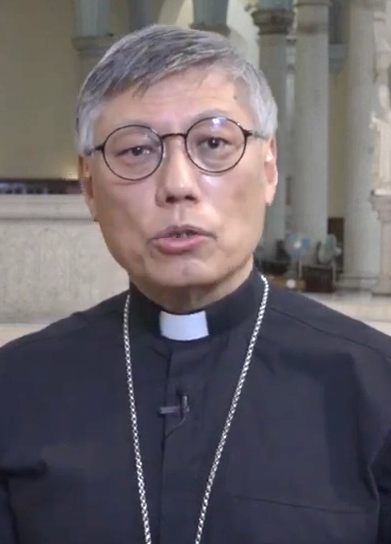
Bischof Stephen Chow Sau-yan (2022)

Stephen Kardinal Chow Sau-yan SJ (chinesisch 周守仁, Pinyin Zhōu Shǒurén, Jyutping Zau1 Sau2jan4, kantonesisch Chow Sau-yan; * 7. August 1959 in Hongkong) ist ein chinesischer Ordensgeistlicher und römisch-katholischer Bischof von Hongkong.

## Leben

Chows Kardinalswappen

Chow erwarb 1979 an der University of Minnesota zunächst einen Bachelor und 1984 einen Master im Fach Psychologie. Am 27. September desselben Jahres trat er der Ordensgemeinschaft der Jesuiten bei. Chow Sau-yan absolvierte von 1984 bis 1986 in Dublin das Noviziat und erwarb am Milltown Institute of Theology and Philosophy ein Lizenziat im Fach Philosophie. Am 27. September 1986 legte Stephen Chow Sau-yan die einfachen Ordensgelübde ab. Danach kehrte er in seine Heimat zurück und war von 1988 bis 1990 als Lehrer am Wah Yan College in Kowloon tätig. Von 1990 bis 1993 studierte er Katholische Theologie am Priesterseminar Holy Spirit in Hongkong. 1993 wurde Stephen Chow Sau-yan zum Diakon geweiht. Anschließend setzte er seine Studien in den USA fort, wo er 1995 an der Loyola University Chicago einen Master im Fach Organisationsentwicklung erlangte. Chow Sau-yan empfing am 16. Juli 1994 in der Hongkonger Cathedral of the Immaculate Conception durch den Bischof von Hongkong, John Baptist Kardinal Wu Cheng-chung, das Sakrament der Priesterweihe.
Von 1996 bis 2000 wirkte Stephen Chow Sau-yan als Kaplan und erneut als Lehrer am Wah Yan College in Kowloon. 2006 wurde Chow Sau-yan an der Harvard University mit der Arbeit Understanding moral culture in Hong Kong secondary schools: relationships among moral norm, moral culture, academic achievement motivation, and empathy („Das Verständnis der moralischen Kultur in Hongkonger Sekundarschulen: Beziehungen zwischen moralischer Norm, moralischer Kultur, akademischer Leistungsmotivation und Empathie“) im Fach Entwicklungspsychologie promoviert.
Nachdem Stephen Chow Sau-yan am 17. April 2007 die feierliche Profess abgelegt hatte, wurde er Supervisor an zwei Jesuitenkollegien in Hongkong und am Wah Yan College in Kowloon. Von 2008 bis 2015 wirkte Chow Sau-yan als Assistenzprofessor an der Universität Hongkong und von 2009 bis 2017 zudem als Ausbilder am Noviziat seiner Ordensgemeinschaft. Daneben war er ab 2009 als Präsident der Bildungskommission der chinesischen Ordensprovinz der Jesuiten tätig und ab 2012 als Dozent für Psychologie am diözesanen Priesterseminar Holy Spirit in Hongkong. Ferner war Chow Sau-yan von 2012 bis 2014 Mitglied des Priesterrats des Bistums Hongkong sowie von 2013 bis 2017 Konsultor des Provinzials der chinesischen Ordensprovinz seiner Ordensgemeinschaft und ab 2017 Mitglied des diözesanen Bildungsrats. 2016 nahm er an der 36. Generalkongregation der Gesellschaft Jesu teil, die Arturo Sosa zum neuen Generalobereren wählte. Am 1. Januar 2018 wurde Stephen Chow Sau-yan Provinzial der chinesischen Ordensprovinz der Jesuiten und 2020 zudem Vizesekretär der Vereinigung der höheren Ordensoberen der Männerorden in Hongkong.
Am 17. Mai 2021 ernannte ihn Papst Franziskus zum Bischof von Hongkong. Der emeritierte Bischof von Hongkong, John Kardinal Tong Hon, spendete ihm am 4. Dezember desselben Jahres die Bischofsweihe; Mitkonsekratoren waren der emeritierte Bischof von Hongkong, Joseph Kardinal Zen Ze-kiun SDB, und der Weihbischof in Hongkong, Joseph Ha Chi-shing OFM. Stephen Chow Sau-yan wählte als Wahlspruch “Ad majorem Dei gloriam” (deutsch: „Zur größeren Ehre Gottes“), der zugleich das Motto der Jesuiten ist.
Im Konsistorium vom 30. September 2023 nahm ihn Papst Franziskus als Kardinalpriester mit der Titelkirche San Giovanni Battista de La Salle in das Kardinalskollegium auf. Die Besitzergreifung seiner Titelkirche fand am 22. Oktober desselben Jahres statt.
Am 4. Oktober 2023 berief ihn Papst Franziskus zum Mitglied des Dikasteriums für den Interreligiösen Dialog. Am 9. Juli 2024 ernannte ihn der Papst zum Mitglied der Päpstlichen Akademie der Sozialwissenschaften.

## Schriften (Auswahl)
- Foreign student program vs. foreign students’ needs at University of Minnesota, Duluth. 1984, OCLC 68959277 (englisch).
- Kohlberg’s just community: a review and a question: is it appropriate or inappropriate for moral education in a pluralistic culture? 2004, OCLC 62503378 (englisch).
- Understanding moral culture in Hong Kong secondary schools: relationships among moral norm, moral culture, academic achievement motivation, and empathy. 2006, OCLC 276566329 (englisch).
- Eadaoin K. P. Hui, Rachel C. F. Sun, Stephen Sau‐Yan Chow, Matthew Ho‐Tat Chu: Explaining Chinese students’ academic motivation: filial piety and self-determination. In: Educational Psychology. Band 3, Nr. 31, 2011, S. 377–392, doi:10.1080/01443410.2011.559309 (englisch).